# راشد الحوري
راشد الحوري (1896-1973) هو مؤسس جامعة بيروت العربية وجمعية البر والإحسان. ولد في الباشورة في بيروت وتلقى علومه الابتدائية في مدارسها وحلقات علمها. ثم انتقل للسلك العسكري العثماني وهو دون السادسة عشر من عمره وتخرج بعد سنتين برتبة ضابط أساسي وكانت وقتئذ الحرب العالمية الأولى قد بدأت، فشارك بفعليتها الإدارية والمحلية والإقليمية. بعد انهيار الإمبراطورية العثمانية وقيادتها العسكرية سنة 1918 واثر دخول الجيش العربي بقياد الملك فيصل بن الحسين الهاشمي، إلى بلاد الشام تحول الحوري إلى العمل الحر، فأنشأ بعض المشاريع الصناعية والتجارية بجانب أعماله الاجتماعية الخيرية، حيث برز في هذا المضمار فهو صاحب فكرة إنشاء جامعة بيروت العربية، وواضع حجر اساسها ورافع قواعدها العلمية، والأدبية وتوسيع اراضيها، واملاكها وتحسين ادائها التربوي والإداري، وعلاقاتها الدولية والإقليمية، لتكون منارة ثقافية علمية، وبهذا العمل يكون قد ساهم ببناء صرح بيروتي أصبح مركزا فكريا للبنانيين، والعرب وأبناء بيروت، هذا وتوفي الحاج راشد الحوري في بيروت سنة 1973 م عن عمر ناهز السابعة والسبعون عاما قضى اغلبها بإقامة جمعية البر والاحسان الخيرية للمستحقين من أبناء الأمة بمساعدة نجله توفيق الحوري.